# 男性の肖像 (アントネロ・ダ・メッシーナ、ルーヴル美術館)
『男性の肖像』（だんせいのしょうぞう、仏: Portrait d'homme, 英: Portrait of a Man）は、イタリア・初期ルネサンスの画家アントネロ・ダ・メッシーナが1475年にポプラ板 (キャンバスに移転されている) 上に油彩で制作した肖像画である。画面下部の胸壁上に描かれた紙片に署名と年記があり、画家の最も確実な作品に属している。1865年に購入されて以来、パリのルーヴル美術館に所蔵されている。

## 作品
画面の人物は、厳しい写実で描かれた上唇の傷痕やきらめく眼光、たくましさのために「傭兵隊長」（仏: Le Condottière, 伊: Il Condottiere）という通称で呼ばれてきた。しかし、彼は民間人の平服を着ているので、この解釈には根拠がない。胸壁上の紙片には、ラテン語で「1475 / Antonellus messaneus me pinxit.1475/ (メッシーナのアントネロが私を描いた)」とあるが、このモデルの人物の名前は記されておらず、今日でも不確かなままである。なお、ルーヴル美術館では、人物はジョルジョ・コルネール (Giorgio Corner, 1454-1527年) の可能性があるとしている。
描きこまれた下辺の枠によって水平に区切った構図は、アントネロの好んだ肖像画の形式であった。本作は単なる肖像画というよりも、モデルの男性そのものを見つめているような感覚を鑑賞者に抱かせる。さらに下辺の枠により、人物が窓辺にいるかのような演出がなされている。加えて、描かれた紙片を枠に「貼りつける」ことで、その錯覚効果が高められている。
アントネロは、フランドルで広まった油彩技法をイタリアで本格的に用いた最初の画家であった。この肖像画も当時イタリアで一般的であった横顔ではなく、フランドル的な4分の3正面向きの形式をとっているが、不遜な表情や堅固な造形はフランドルの肖像画とは一線を画し、人物の性格が描き尽くされている。
色彩的には、黒い帽子に黒い衣服、首元にわずかに覗く白いカラー、赤みを帯びた顔色の微妙な変化に制限された色数が画面を引き締めている。